# Umbraculum umbraculum
Umbraculum umbraculum är en snäckart som först beskrevs av John Lightfoot 1786.  Umbraculum umbraculum ingår i släktet Umbraculum och familjen Umbraculidae. Inga underarter finns listade i Catalogue of Life.

## Bildgalleri

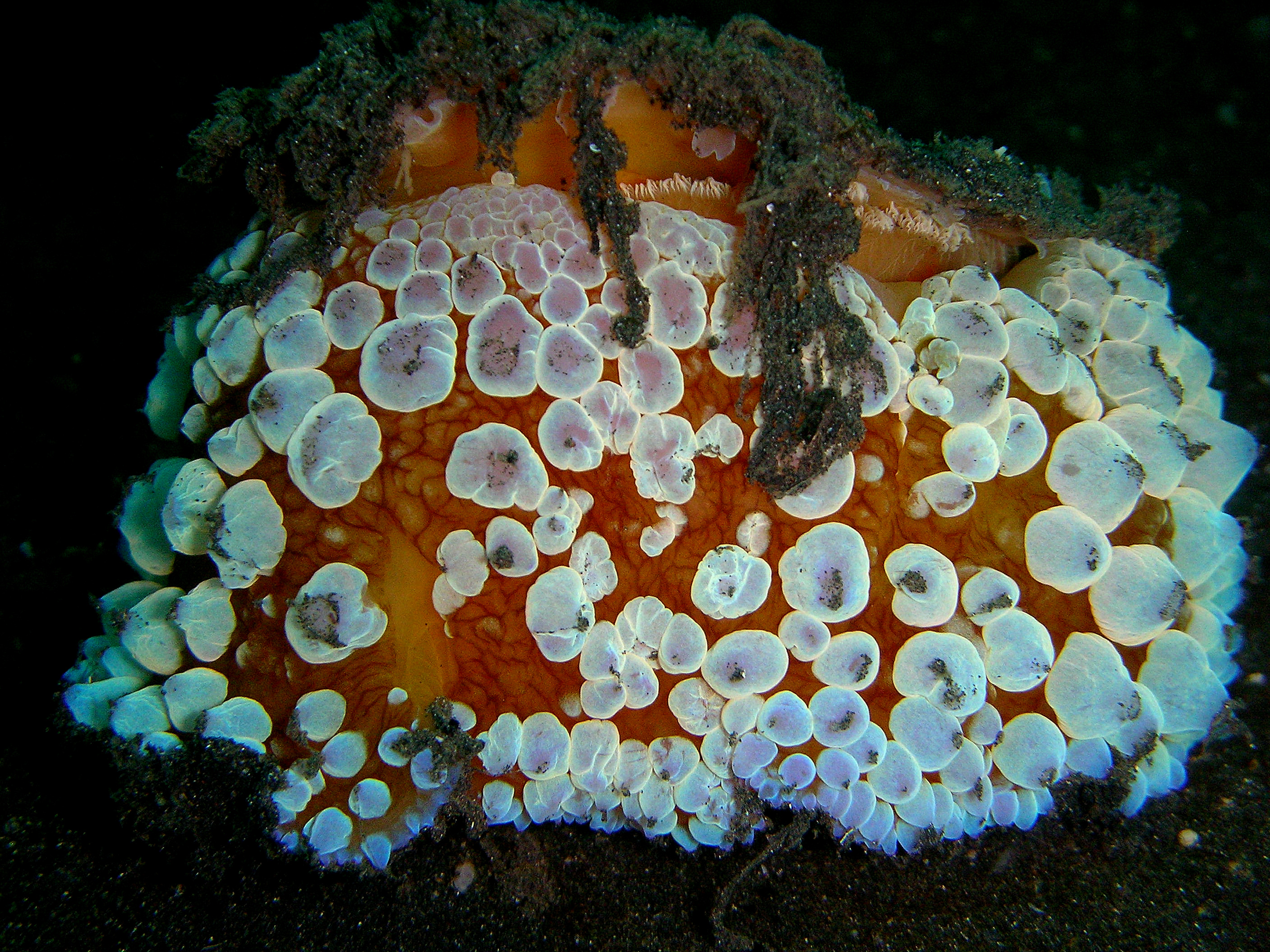